# San Pedro de Lóvago
San Pedro de Lóvago is een gemeente in het departement Chontales in Nicaragua.
De gemeente bestaat sinds 18 juni 1864 en is gelegen in de centrale hooglanden van Nicaragua. De economie is op landbouw gericht. San Pedro de Lóvago heeft een stedenband met de Nederlandse gemeente Gennep.